# Droga krajowa B54 (Austria)
Droga krajowa B54 (Wechsel Straße) – droga krajowa we wschodniej Austrii biegnąca równolegle do Autostrady Południowej. Arteria zaczyna się na południe od Wiednia w miasteczku Wiener Neustadt. Jedno-jezdniowa szosa kieruje się z niej w kierunku południowym do Hartberg, gdzie krzyżuje się z Burgenland Straße. Od Hartberg droga prowadzi na południowy zachód do Gleisdorf, gdzie kończy swój bieg.